# Checkmate!
Albums de Namie Amuro
Past < Future
(2009) Uncontrolled
(2012)
Checkmate! est un album compilation attribué à Namie Amuro sous le label Avex Trax. Il sort le 27 avril 2011 au Japon. Il atteint la 1re place du classement de l'Oricon. Il se vend à 252 889 exemplaires la première semaine et reste classé 17 semaines, pour un total de 466 348 exemplaires vendus. 
Il sort aussi au format "CD+DVD" avec une pochette différente et un DVD en supplément contenant les clips vidéos de certains des titres.
Il est officiellement présenté comme un Best Collaboration Album, compilant des collaborations musicales passées et présentes de la chanteuse avec divers artistes. Les trois premiers titres ainsi que le neuvième sont de nouvelles chansons réalisées pour l'album ; les autres n'étaient pas parus sur ses propres disques, mais sur ceux des artistes dont elle était l'invitée. L'album contient un titre caché en fin de disque, une version remixée de la chanson de Amuro Want Me, Want Me avec des versets supplémentaires interprétés par le rappeur Verbal de M-Flo.

## Liste des titres
| 1.  | Wonder Woman (Namie Amuro feat. AI & Anna Tsuchiya)            | TIGER, Pompetzki, NZA, Kreviazuk, Lacey   | 3:11 |
| 2.  | UNUSUAL (Namie Amuro feat. Tomohisa Yamashita)                 | Nao'ymt                                   | 4:29 |
| 3.  | Make it Happen (Namie Amuro feat. After School)                | Double, Elofsson, Lidbom, McKee           | 3:17 |
| 4.  | ROCK U feat. Namie Amuro (ravex)                               | Verbal, ravex                             | 4:12 |
| 5.  | Do What U Gotta Do (Zeebra feat. AI, Namie Amuro & Mummy-D)    | Zeebra                                    | 5:12 |
| 6.  | Wet'N Wild (Heartsdales feat. Suite Chic)                      | Heartsdales, Daisuke Imai                 | 4:58 |
| 7.  | Do or Die (JHETT feat. Namie Amuro)                            | JHETT, Michico                            | 4:06 |
| 8.  | FAKE (AI feat. Namie Amuro)                                    | AI, George Tashiro, UTA                   | 4:18 |
| 9.  | #1 (Namie Amuro feat. Kawabata Kaname (Chemistry)              | TIGER, Richa, Rojas, Gilliam, Winbush III | 3:24 |
| 10. | BLACK OUT (VERBAL feat. Lil Wayne & Namie Amuro)               | Verbal, Minami, Major Dude                | 3:45 |
| 11. | BLACK DIAMOND (Double x Namie Amuro)                           | DOUBLE, UTA, Ryōsuke Imai                 | 4:04 |
| 12. | Luvotomy (M-Flo loves Namie Amuro)                             | M-Flo, Emi Hinouchi                       | 5:12 |
| 13. | AFTER PARTY (Zeebra feat. Namie Amuro)                         | Zeebra, Ryōsuke Imai, DJ KEN-BO           | 4:54 |
| 14. | WANT ME, WANT ME (remix) (Namie Amuro et Verbal) (titre caché) | SUGI-V                                    | 3:09 |

| 1. | Wonder Woman (Namie Amuro feat. AI & Anna Tsuchiya)         |  |
| 2. | UNUSUAL (Namie Amuro feat. Tomohisa Yamashita)              |  |
| 3. | Make it Happen (Namie Amuro feat. After School)             |  |
| 4. | #1 (Namie Amuro feat. Kawabata Kaname (Chemistry)           |  |
| 5. | FAKE (AI feat. Namie Amuro)                                 |  |
| 6. | BLACK DIAMOND (Double x Namie Amuro)                        |  |
| 7. | Do What U Gotta Do (Zeebra feat. AI, Namie Amuro & Mummy-D) |  |